# Lasioglossum iwatai
Lasioglossum iwatai är en biart som beskrevs av Sakagami 1968. Lasioglossum iwatai ingår i släktet smalbin, och familjen vägbin. Inga underarter finns listade i Catalogue of Life.